# 展示廳現象

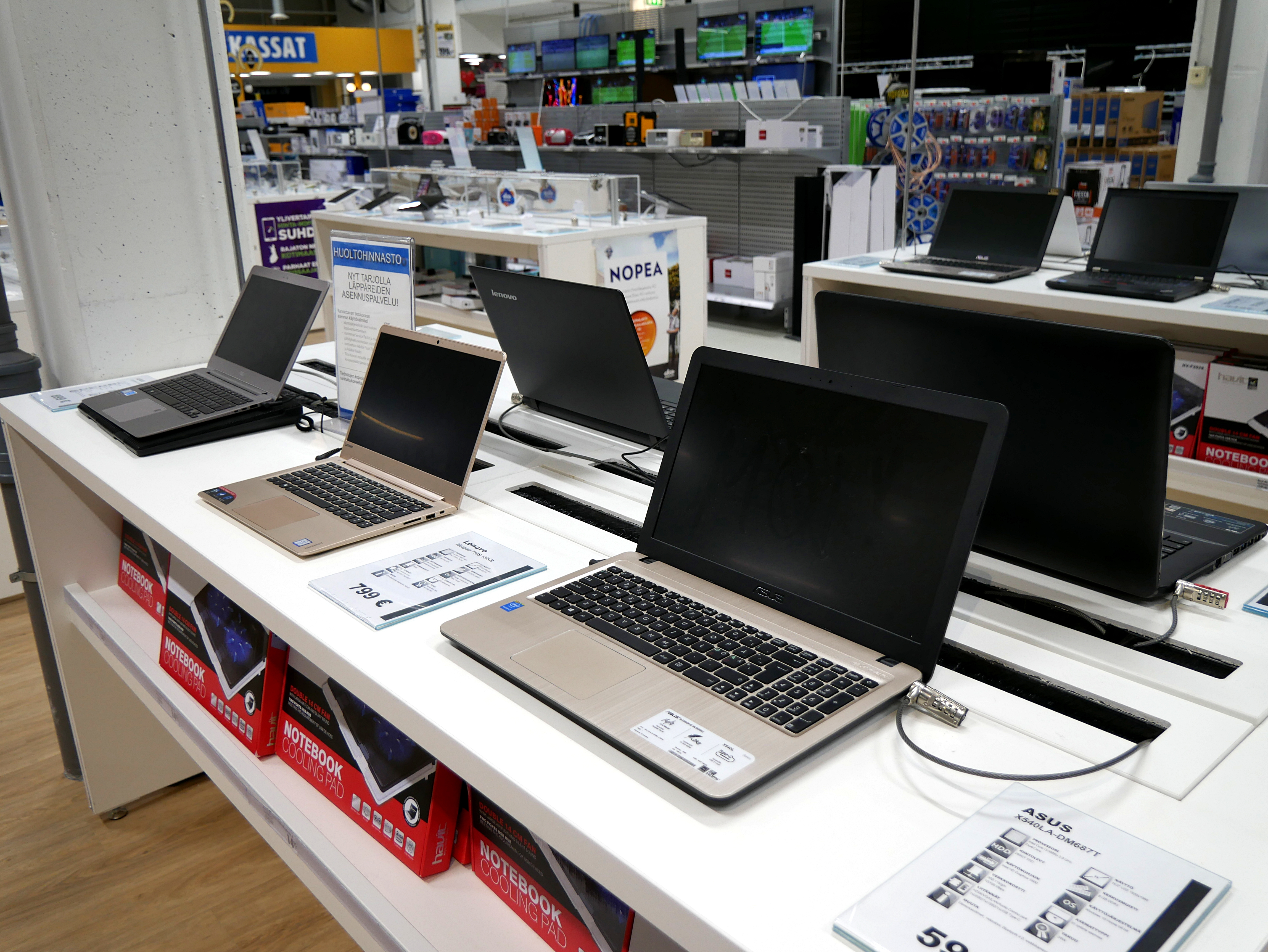
消費者在實體店試用後去網上買同款但價錢更低的東西

展示廳現象（Showrooming），是指在實體商店內檢視某個商品後卻不當場購買，接著再用電話購物、网络购物的方式，用更低的價錢購得該商品的消費行為。對實體商店而言，展示廳現象不但會造成其銷售額的下降，而且要銷售的商品可能會因顧客的檢視而增加毀損的可能性。
2012年美國comScore的民調研究顯示35%的25-34歲人口曾經有展示廳行為2013年調查全體消費者中更有73%的人在半年內有展示廳行為。至今多年過去電子商務於人們生活更密切，可以判斷此行為更加普遍。
許多零售商試圖通過削減自己的價格來與展示廳現象競爭，但研究發現此方法幾乎無效，且可能造成店面倒閉，因為無論如何削減成本實體店一定比電商要高，高盛建議實體企業通過附加服務、產品差異化和其他策略增加價值。